# Dragoș Coman
Dragoș-Cristian Coman (Bukarest, 1980. október 16. –) román úszó.

## Pályafutása
Az úszással 11 évesen kezdett el foglalkozni Doina Sava keze alatt. Junior évei alatt megdöntött számos hazai rekordot, azonban az igazából fontos érmeit 17 évesen szerezte 1997-ben, a glasgow-i junior úszó Eb-n. Bronzérmes lett 400 (3:57,40) és 800 (8:14,66) méter gyorson egyaránt. Egy évvel később, Antwerpben aranyérmes lett 400 méter gyorson. A junior évei alatt kifejtett munkája eredményeként egyenes út vezetett az olimpiára.
2000 és 2008 között három olimpián is képviselte hazáját.  19 éves, mikor Sydney-ben – a XXVIII. olimpiai játékokon – a férfi 400 méteres gyorsúszás döntőjében az 5. helyen végzett. Ugyanitt 1500 méteren a 9., míg 200 méter gyorson a 17. helyen zárt. Tagja volt a 4 x 200-as gyorsváltónak, mellyel a 9. helyet szerezte meg. Négy évvel később, Athénben már csak két számban állt rajthoz, 400 és 1500 méter gyorson, ahol ez előbbi számban 16., míg az utóbbi számban a 7. helyezést érte el. Nagyobb sikert a 2008-as pekingi olimpia sem hozott számára. 27 évesen felállt a 400 és 1500 méter gyors rajtkövére, de csak a 17., illetve a 28. helyezéssel elégedhetett meg.
2001-ben, a fukuokai úszó-világbajnokságon 400 méter gyorson állt rajthoz, ahol hatodik lett. Két évvel később, a madridi vb-n – országos csúcsot úszva – a harmadik helyen végzett.
Az 1999-es úszó-Európa-bajnokságon Isztambulban, 1500 méter gyorson ezüst-, 400-on pedig bronzérmes lett. A rákövetkező évben, a Helsinkiben zajló úszó Eb-n, a férfiak 400 méteres mezőnyének döntőjében ezüstérmes lett, míg 1500 gyorson a harmadik legjobb idővel ért célba. A 2002-es Eb-n 400 méter gyorson a harmadik helyen zárt, 1500 méteren – csakúgy mint a 4 x 200-as gyorsváltóval – negyedik lett. A madridi Európa-bajnokságon, a 400 és az 1500 méter gyors döntőjében egyaránt megszerezte a bronzérmet. A 2008-as eindhoveni úszó Európa-bajnokság 800 méteres gyorsúszásának fináléjában – Kis Gergő és az olasz Samuel Pizzetti mögött – a dobogó harmadik fokára állhatott fel.
A 2007-es bangkoki nyári universiadén, 400 méter gyorson – új Universiade rekorddal – megnyerte a döntőt.